# Ernst Waldbrunn
Pour les articles homonymes, voir Waldbrunn.
Ernst Waldbrunn (nom entier : Ernest Karl Anton Waldbrunn né le 14 août 1907 à Krumau et mort le 22 décembre 1977 à Vienne) est un acteur et artiste de cabaret autrichien. 

## Biographie
Il fait son doctorat en droit à Prague, puis fait ses débuts sur les théâtres provinciaux de Moravie et est ensuite venu à Vienne, où il joue aux côtés de Karl Farkas dans le cabaret Simpl et est devient célèbre pour les doubles conférences écrites par Hugo Wiener. Il apparaît également sur des scènes viennoises en tant que comédien et acteur de personnage, principalement au théâtre de Josefstadt, où il est membre de la troupe de 1946 à 1977, mais aussi dans plusieurs films. 
Avec Lida Winiewicz, Waldbrunn est également l'auteur du drame sérieux et aux couleurs autobiographiques Die Flucht, qui est créé à Vienne en 1965 et joue le rôle principal. Son "bégaiement" caractéristique est considéré comme aimable et devirnt sa marque de fabrique. 
Waldbrunn est marié à Elfriede Ott de 1950 à 1964. Fin septembre 1977, Waldbrunn est victime d'un AVC. Sa tombe se trouve au cimetière central de Vienne (groupe 40, numéro 55). 

## œuvres
- „Das hat kein Goethe g'schrieben. Aber Ironimus gezeichnet“, 1958
- ,,Die besten Empfehlungen, 1961, avec Otto Schenk
- „Die Flucht“, Theaterstück, 1965, avec Lida Winiewicz
- „Aber, aber, Herr Professor“, 1969, avec Hugo Wiener

### Filmographie (sélection)
- 1948: Le Procès
- 1949: Profondeurs mystérieuses
- 1949: Duell mit dem Tod
- 1949: Mein Freund, der nicht nein sagen kann
- 1950: Kind der Donau
- 1951: Frühling auf dem Eis
- 1951: Le Vieux Pécheur
- 1953: Auf der grünen Wiese
- 1955: An der schönen blauen Donau
- 1955: Heimatland
- 1955: Le Congrès s'amuse
- 1955: Ja, so ist das mit der Liebe (Ehesanatorium)
- 1955: Spionage
- 1955: La Patronne de la Couronne d'or
- 1956: Symphonie in Gold
- 1956: Wenn Poldi ins Manöver zieht (Manöverzwilling)
- 1957: Scherben bringen Glück
- 1957: Mit Rosen fängt die Liebe an
- 1957: Der Kaiser und das Wäschermädel
- 1957: Familie Schimek
- 1958: Der Page vom Palast-Hotel
- 1958: Soucis de millionnaire
- 1958: Man ist nur zweimal jung
- 1958: Im Prater blüh'n wieder die Bäume
- 1958: Hoch klingt der Radetzkymarsch
- 1959: Herrn Josefs letzte Liebe
- 1959: Zwölf Mädchen und ein Mann
- 1959: Je ne suis pas Casanova
- 1959: Kein Mann zum Heiraten
- 1961: Rêve de jeune fille
- 1961: Unsere tollen Tanten
- 1962: Die türkischen Gurken
- 1962: La Veuve joyeuse
- 1962: Ende schlecht – Alles gut
- 1962: Christelle et l'empereur
- 1966: Das Spukschloß im Salzkammergut
- 1969: Ein Dorf ohne Männer
- 1969: Les petites chattes sont toutes gourmandes
- 1969: Les petites chattes se mettent au vert
- 1970: Frau Wirtin bläst auch gern Trompete
- 1975: Change

### DVD
- Karl Farkas / Ernst Waldbrunn, "Smart and Stupid. Conférences et doubles conférences ». 1958-1971 ORF / BMG Ariola GmbH / Thomas Sessler Verlag GesmbH, 2002.

### CD
- 1963: Jacobowsky und der Oberst: von Franz Werfel

### Bande dessinée
- The Stupid and the Gscheite - The Best Double Conferences. Une bande dessinée de cabaret de Reinhard Trinkler avec une préface de Georg Markus, Amalthea Signum Verlag, 2014